# Erim Ramírez
Erim Ramírez Ulloa (ur. 24 sierpnia 1975 w Guadalajarze) – meksykański sędzia piłkarski.
Profesjonalną karierę arbitra rozpoczynał, prowadząc mecze drugiej ligi meksykańskiej – Primera División A. W ojczystej Primera División de México zaczął sędziować w wieku 30 lat – zadebiutował w niej 6 sierpnia 2006 na Estadio Hidalgo w konfrontacji Pachuki i Cruz Azul, przegranej przez gospodarzy 2:3. W 2009 roku poprowadził jeden mecz w rozgrywkach SuperLigi, pomiędzy Santos Laguną i Atlasem.